# Libuše
Libuše, o in tedesco Libussa o Libuscha (fl. VIII secolo), è la leggendaria fondatrice della dinastia Přemyslide, principessa del popolo ceco.
Secondo la leggenda, fondò Praga nell'anno 730.

## Biografia
Libuše aveva fama di essere una veggente.
Si dice che Libuše sia stata la più giovane delle figlie del mitico condottiero ceco Krok. Le altre erano la guaritrice Kazi e la maga Teta. Fu scelta a succedergli dal padre. Più tardi sposò Přemysl l'Aratore da cui ebbe 3 figli: Nezamysl, Radobyl e Lidomir.
Libuše era la più saggia delle tre sorelle e profetizzò la fondazione di Praga dal suo castello di Libušín (secondo leggende più tarde Vyšehrad). La sua vita viene narrata da Cosma Praghese nella sua Chronica Bohemorum:
Fu un'epoca di prosperità e giustizia, ma il suo governo era inviso a molti, poiché "i capelli lunghi non sono adatti al comando, ed è disdicevole che un uomo risponda agli ordini di una donna". Libuše, afflitta dal dolore, convocò un'assemblea, invitando le sorelle e gli anziani sovrani di tutta la regione. E prese parola: "Non conoscete il valore della libertà, per voi è una vergogna essere governati da una donna, Ma se è questo ciò che volete, vi affiderò a un voivoda, un uomo, a condizione che prestiate ascolto alle mie parole e seguiate il mio consiglio".

I sovrani giunti da ogni dove si impegnarono a obbedirle, Allora Libuše ordinò loro di sellare il suo destriero e di lanciarlo libero al galoppo, Il destriero li avrebbe condotti al nuovo voivoda, un contadino alla guida di una mandria di buoi. La profezia si avverò: il cavallo si fermò da uno zappaterra di nome Přemysl. E in sua presenza, così parlarono: "La principessa Libuše e la popolazione ceca tutta vi invitano a venire con noi, e ad accettare il ruolo che il fato ha in serbo per voi e per i vostri discendenti". Přemysl rispose
prontamente ai messaggeri: "È una vera sventura che siate giunti proprio stamattina. Se avessi finito di arare questi campi, avremmo avuto pane in abbondanza fino all'eternità, Invece, distogliendomi dal mio lavoro, avete condannato questa terra alle sofferenze della fame". Quindi aggiunse: "Ribadirò le parole proferite da Libuše. Poiché non avete voluto ascoltare i consigli di una donna, ora sarà la mia stirpe a regnare su di voi con pugno di ferro". Quindi li seguì da Libuše, la prese in sposa e regno con saggezza per molti anni, e i suoi figli dopo di lui, dando origine alla magnificente dinastia Přemyslide.»
(Cosma Praghese, Chronica Bohemorum, cap. IV)

## Influenza culturale
La figura mitica di Libuše fu fonte d'ispirazione per parecchie opere drammatiche, inclusa la tragedia Libussa di Franz Grillparzer e un'opera di Bedřich Smetana.